# Площадь Людовита Штура
Площадь Людовита Штура (словац. Námestie Ľudovíta Štúra) — площадь в Братиславе, в городском районе Старый город напротив набережной Дуная. Расположена между улицами Мостовая, набережной Разуса и набережной Ваянского.
Названа в честь Людовита Велислава Штура (1815—1856), словацкого общественного деятеля первой половины XIX века, политика, писателя, публициста, поэта, философа, историка, лингвиста, педагога, кодификатора словацкого языка, депутата венгерского сейма, участника Словацкого восстания 1848—1849 гг. 
К важным постройкам площади относятся здание Словацкий филармонии «Редута», Дворец Эстерхази и Дворец Дешевфи.

## Галерея

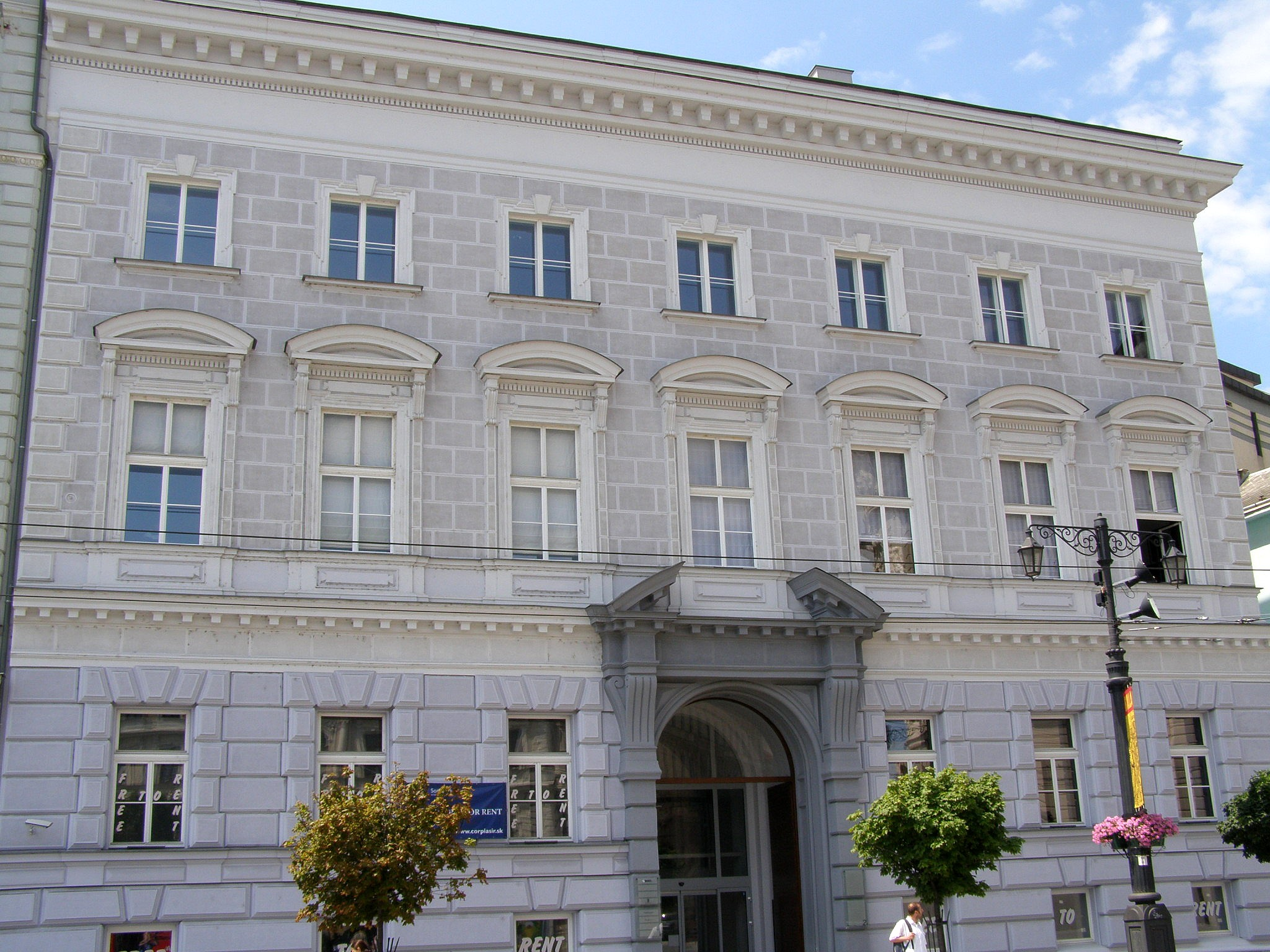
Дворец Дешевфи
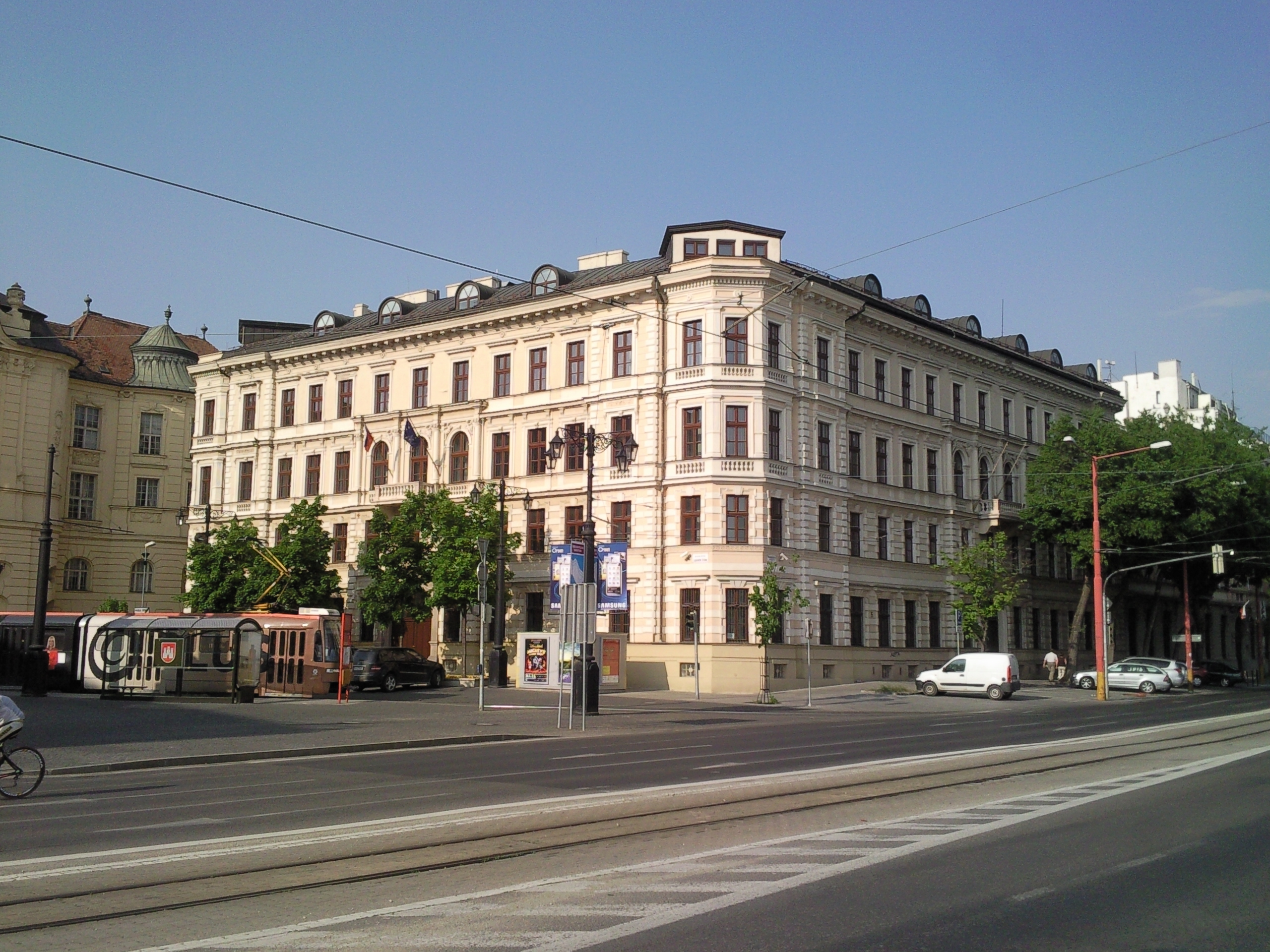
Дворец Лафранкони